# Poecile carolinensis
Poecile carolinensis là một loài chim trong họ Paridae.